# Kondoraphe kiyokoae
Kondoraphe kiyokoae је пуж из реда Architaenioglossa и фамилије Neocyclotidae.

## Угроженост
Подаци о распрострањености ове врсте су недовољни.

## Распрострањење
Ареал врсте је ограничен на Микронезију.